# High Street
High Street är ett berg i Storbritannien.   Det ligger i grevskapet Cumbria och riksdelen England, i den centrala delen av landet, 400 km nordväst om huvudstaden London. Toppen på High Street är 828 meter över havet, eller 371 meter över den omgivande terrängen. Bredden vid basen är 19,1 km.
Terrängen runt High Street är huvudsakligen kuperad.Runt High Street är det ganska tätbefolkat, med 60 invånare per kvadratkilometer. Närmaste större samhälle är Kendal, 19,8 km söder om High Street. Trakten runt High Street består i huvudsak av gräsmarker.